# Triumph Spitfire

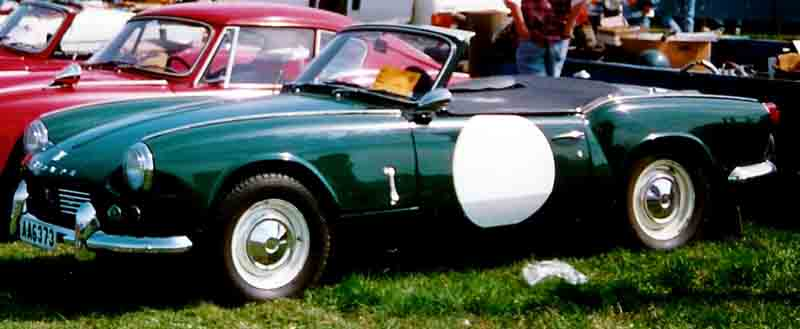
Triumph Spitfire Mk1

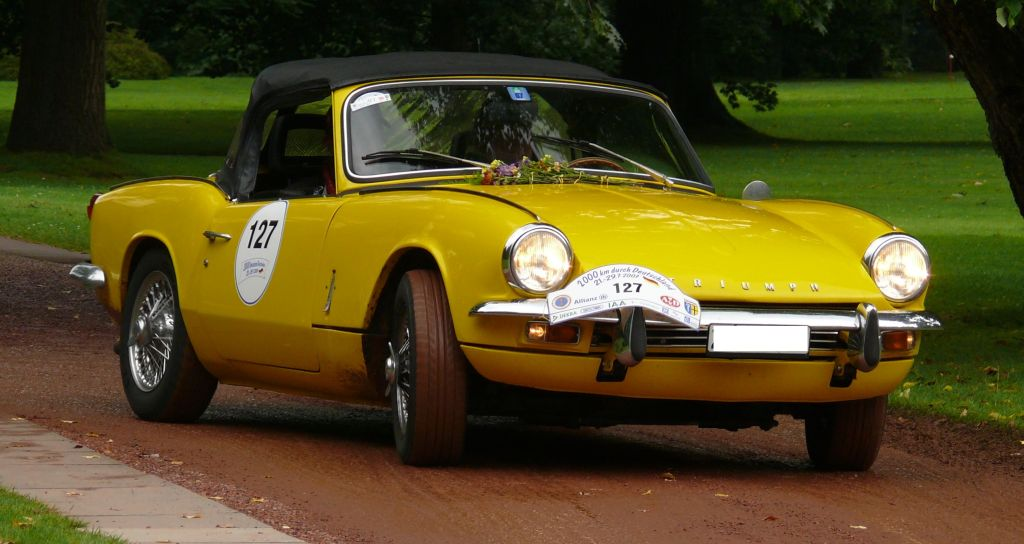
Spitfire Mk3 met oude centre-lock spaakwielen

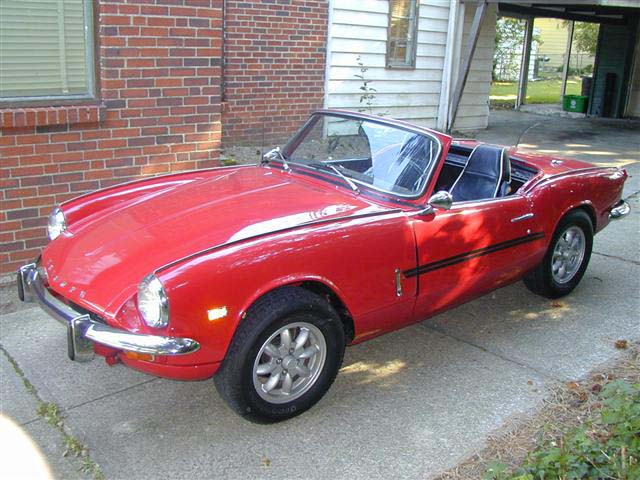
Spitfire Mk3

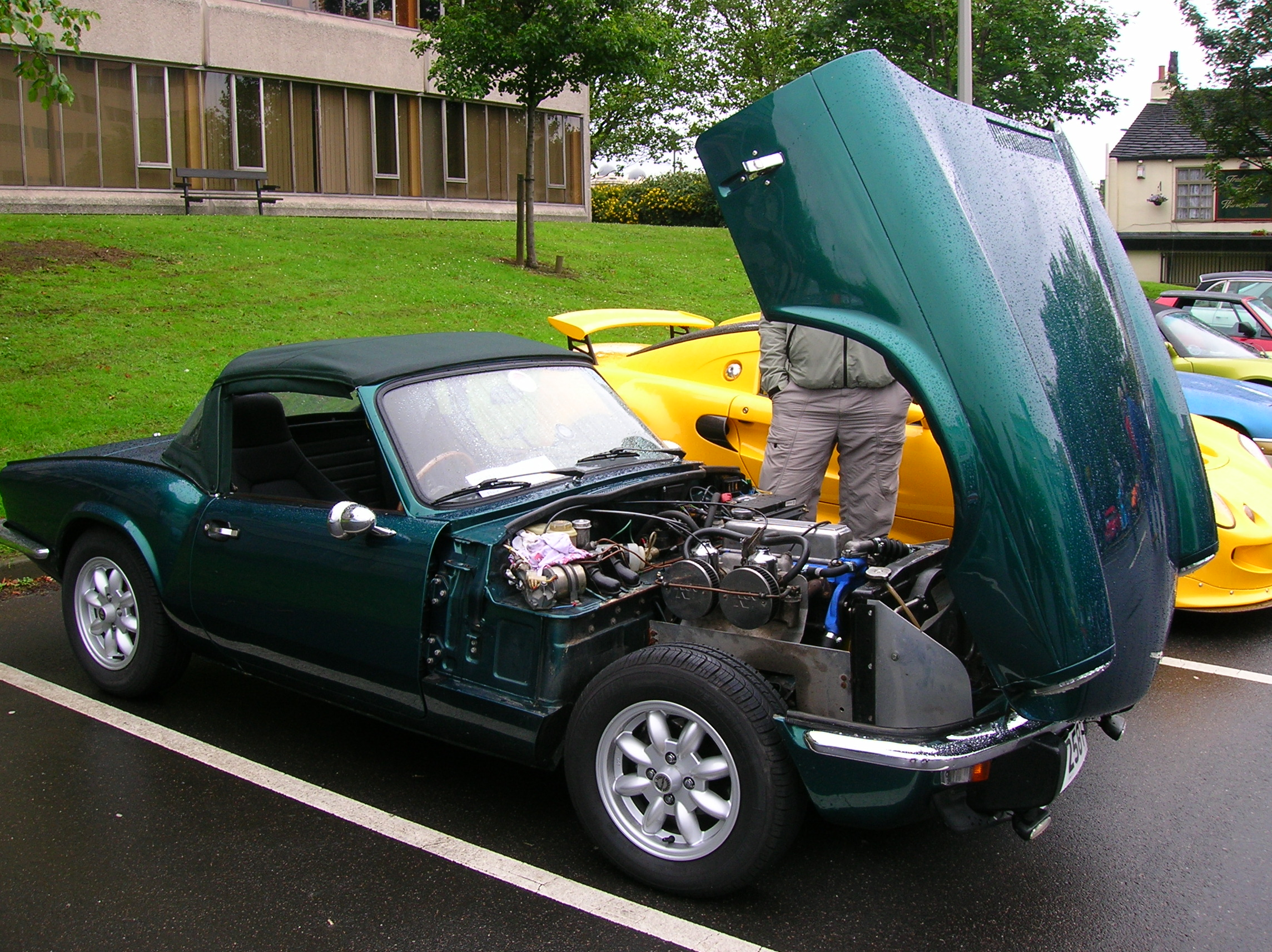
Spitfire MkIV - let op de complete kantelbare voorkant

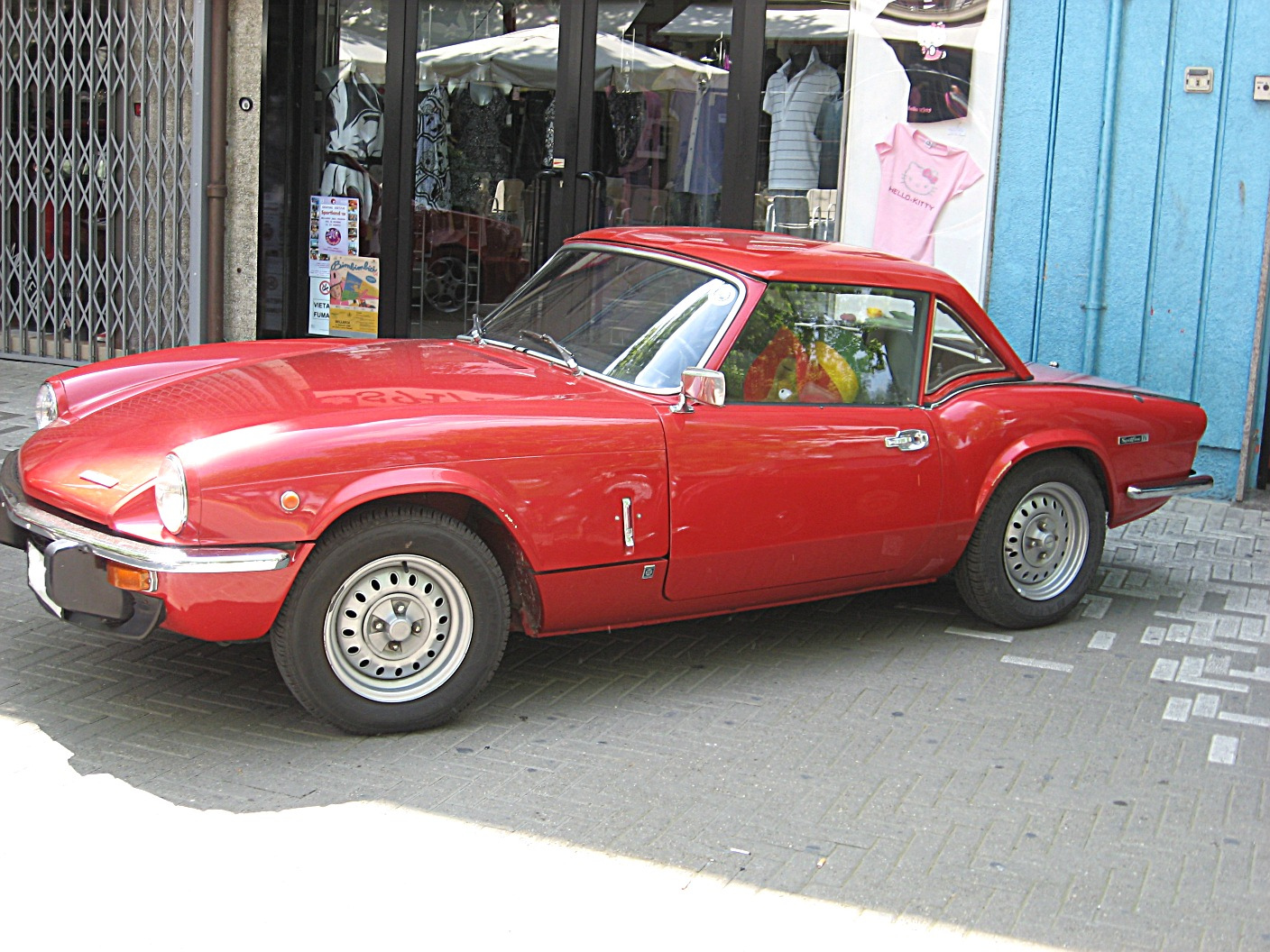
Spitfire 1500 hardtop

De Triumph Spitfire is een sportwagen van de Britse autofabrikant Triumph. De auto had als bijnaam "poor man's Jaguar E-type" en was bedoeld om in de markt geplaatst te worden onder de succesvolle Triumph TR Serie.
Vergeleken bij de huidige ontwikkelingsfasen was de ontwikkeling van de Spitfire bijzonder kort. De eerste prototypes waren begin 1962 gereed. De praktische tests waren aan het einde van de zomer volbracht en in oktober van 1962 werd de Triumph Spitfire 4 al op de Londen Motor Show geïntroduceerd. Hij was gebaseerd op de Triumph Herald, waarvan niet alleen de motor, maar ook het chassis 'geleend' werd.
In januari 1968 nam Leyland Motors zijn concurrent British Motor Holdings over. Deze nieuwe firma, die British Leyland ging heten, produceerde nu Jaguar, Daimler en de door BMC geleverde merken Austin, Morris en MG. Als direct gevolg werden de met elkaar concurrerende sportwagenklassen Triumph Spitfire en Midget/Sprite range van MG en Austin-Healey nu door dezelfde firma geleverd.
Eind jaren zeventig werd de firma British Leyland geteisterd door een slechte economie, slecht management en gedemotiveerd personeel. Het resultaat was slecht functionerende producten. De latere Spitfires en de nieuwe Triumph TR7 waren van slechte kwaliteit en bleken technisch niet betrouwbaar. De productie van de TR7/8, de laatste Triumph sportwagen, werd in 1981 daarom ook gestopt.
Tegenwoordig neemt het aantal door hobbyisten onderhouden Spitfires toe. Alle benodigde onderdelen zijn bij diverse leveranciers in binnen en buitenland te bestellen; zowel nieuw, gebruikt als gereviseerd.

## Geschiedenis
In september 1960 begon Triumph de ontwikkeling van een nieuw tweezits model. Als basis dienden de 948cc motor en het chassis van de Triumph Herald die al geruime tijd op de markt was. Het model werd door de Italiaanse ontwerper Giovanni Michelotti in Turijn ontworpen, en stond bekend onder de naam 'The bomb'. Vanaf het begin leek het al sprekend op het latere productiemodel dat onder de naam Triumph Spitfire werd verkocht.
In 1961 werd Triumph overgenomen door de Leyland Motors company. Tijdens de bedrijfsovername werd de ontwikkeling stilgezet maar na goedkeuring door de nieuwe directie werd toch besloten tot verdere productie.
De Triumph Spitfire, zoals de auto intussen heette, werd gebouwd op een apart en 21 cm ingekort Triumph Herald chassis zonder opstaande kanten. Hierdoor werd de auto meteen een stuk lager. De Triumph Herald had een slechte wegligging doordat de chassisdelen nog met bouten waren gemonteerd. Daarom werd het chassis van de Spitfire geheel gelast. Ook alle carrosseriedelen werden gelast. De hele carrosserie werd daarna met slechts twaalf bouten aan het chassis vastgezet.
Men maakte gebruik van een al eerder bij de Herald succesvol toegepaste optie. De Spitfire kreeg ook een naar voor wegkantelende motorkap; deze bestond uit het volledige plaatwerk van de voorkant van de auto.

### Modellenlijn
De Spitfire 4 Mk1 dankte zijn aanduiding aan de viercilindermotor en het eerste ontwerp. Vanwege een belastingcorrectie werd de prijs in 1962 vastgesteld op 641 pond. Dit maakte de auto een stuk duurder dan zijn concurrent de Austin Healey Sprite die 587 pond kostte. Hier stond wel tegenover dat de Spitfire vanaf het begin qua uiterlijk, uitrusting en vermogen beter scoorde.

Dit prijsverschil bleef gedurende de totale levensduur van de beide ontwerpen bestaan; desondanks verkocht de Spitfire vanaf het begin beter dan de concurrenten Austin Healey Sprite en de MG Midget.
De Spitfire 4 Mk1 zette voor zijn tijd redelijke prestaties neer; de topsnelheid was 147 km/u en hij trok van 0-100 km/u op in 17,5 seconden. In 1962 waren dat goede cijfers voor zo’n kleine goedkope sportwagen.
De uitrusting van de auto was spartaans. De velgen waren van geperst plaatstaal. Het linnen dak leek op een tent en was erg moeilijk op te zetten. Een hardtop was niet leverbaar. In het interieur lagen alleen rubber matten. Een kachel werd slechts als optie geleverd. Het duurde nog een hele tijd voordat een versnellingsbak met overdrive leverbaar was, en een uitvoering met spaakwielen. Als een echte Engelse auto van die tijd was de Spitfire uitgerust met een 12V stroominstallatie met de pluspool als massa.
Desondanks werd de auto naar de Verenigde Staten geëxporteerd. In 1963 werden daar 6224 stuks, in 1964 werden 8761 stuks en in 1965 werden 9097 verkocht. De gehele productie besloeg meer dan 45.000 stuks.
Korte tijd later bood Triumph al de eerste opvoersets aan op de markt. Meestal bestonden deze uit een cilinderkop met meer compressie, een ander inlaat- en uitlaatspruitstuk, dubbele Weber 40DCOE-carburateurs en een andere krukas.
De Spitfire Mk2 werd in maart 1965 geïntroduceerd. Dit gebeurde als reactie op de concurrent British Motor Corporation die in 1964 een verbeterde Austin Healey Sprite en MG Midget had uitgebracht.
Triumph’s Spitfire Mk2 had een iets gewijzigde motor; dankzij nieuw ontworpen in- en uitlaatkleppen was het vermogen opgevoerd van 63 naar 67 Pk. Aan de binnenkant was de auto nu voorzien van tapijtbekleding. Een hardtop, spaakwielen, een versnellingsbak met overdrive en een kachel waren als opties leverbaar. Er werden van dit model meer dan 37.000 stuks gebouwd.
De Spitfire Mk3 werd in februari 1967 gelanceerd en was vanaf maart al in de Verenigde Staten leverbaar. Dit model was aanmerkelijk verbeterd door zijn 1296cc-motor met 75 pk vermogen. De meest opvallende wijziging waren de hoger gemonteerde bumpers; dit vanwege de strengere Amerikaanse veiligheidseisen. Ook had dit type sterkere remmen, een ander stuurwiel, een dashboard van fineer, betere stoeltjes en ook werd de elektrische installatie eindelijk aangepast naar 12V met de negatieve pool aan de massa.
Vanwege klachten van de klanten en de pers over het nog steeds gammele linnen tentdak werd de Mk3 ook voorzien van een nieuwe zeer verbeterde softtop. Deze was wegklapbaar en zat aan de auto vast. De wegligging van de auto was ongewijzigd. In 1970 werd voor de Amerikaanse markt de bodemvrijheid iets verhoogd. Ook kreeg het model nu hetzelfde zwarte voorruitframe als de TR6 en een ander achteruitrijlicht/nummerplaatverlichtingscluster en in plaats van de oude "script" spitfire en losse triumphletters nu badges met triumph en spitfire. Van de Mk3 werden meer dan 65000 stuks geleverd
In 1970 kwam de Spitfire MkIV op de markt, een door Michelotti totaal herontworpen versie.

De voorkant was aangepast; de chroomlijsten waren verdwenen en vervangen door een zwarte kunststof grille en kunststof underrider covers. De deuren waren voorzien van moderne openers en de wielkasten waren iets meer gewelfd. De voorruit werd groter en had geen los voorruitframe meer. De achterkant werd aangepast aan die van de andere Triumph modellen - Triumph Stag en Triumph 2000 Saloon – waardoor iets meer ruimte beschikbaar kwam. De achterbumper bestond uit een geheel in plaats van twee stukken op de hoeken.
Andere wijzigingen waren de nieuwe hardtop; deze was veel platter en meer gestroomlijnd dan de oude versie. Ook werd het buisframe van de softtop voorzien van stootkussens ter bescherming van de hoofden van de passagiers. Het standaard dashboard werd gelijk aan dat van de oude Mk3 in de VS exportversie; geheel zwart kunststof met alle meters vlak boven het stuur, in plaats van in het midden. Als optie was een gefineerd dashboard verkrijgbaar. Eindelijk waren ook veiligheidsgordels en een kachel standaard ingebouwd. Auto’s die waren voorzien van een versnellingsbak met overdrive hadden hiervoor nu een knopje op de versnellingspook in plaats van een hefboom aan het stuur.
De Spitfire MkIV had nog steeds dezelfde 1296cc-motor van de Mk3, maar vanwege het economische gebruik van onderdelen werd hij nu deels samengesteld uit onderdelen van de zescilinder motoren. In tegenstelling tot wat het publiek dacht was de motor van de MkIV vrijwel ongewijzigd; hij had alleen iets minder vermogen door alle milieueisen. De motorprestaties waren wel gelijk aan die van de Mk3 motor maar de MkIV was langzamer dan de Mk3 door zijn zwaardere gewicht en door een kleinere eindoverbrenging - 3.89:1 tegenover 4.11:1 ter besparing van brandstof - en een andere versnellingsbak met een gesynchroniseerde eerste versnelling.
Met een zogenaamde swing spring achter en een dikkere anti roll bar voor werd het weggedrag aanzienlijk verbeterd.
De spaakwielen waren niet langer met het oude centre-lock uitgerust maar met gewone wielbouten; later werden de achterassen 2,5 cm verlengd (bij de 1500).
De topsnelheid van de Europese MkIV was 155 km/u en het optrekken van 0-100 km/u verliep in 12,5 seconden. Vanaf 1972 werd dit omlaag gebracht naar resp. 152 km/u en 14,5 seconden.
De Spitfire 1500 werd twee jaar voor het einde van de MkIV productie gelanceerd. Triumph voerde al de 1493cc-motor met een enkele Zenith Stromberg-carburateur in de MkIV's voor de (Amerikaanse) exportmarkt. Door een wetswijziging voor de Amerikaanse uitstootwaarden werd het vermogen van deze motoren echter zodanig teruggebracht dat een grotere motor echt noodzakelijk werd.
In 1974 werd de nieuwe 1493cc-motor uitgebracht in een licht aangepast model; de Spitfire 1500. Met deze motor die 71 Pk leverde en gekoppeld werd aan de versnellingsbak van de Austin Marina haalde de Spitfire 160 km/u bij een gelijkblijvend benzineverbruik.
De Spitfire 1500 onderging veel detailwijzigingen. In 1976 werden alle glimmende onderdelen naar het toen heersende modebeeld vervangen door matzwarte delen. In 1977 werden de bedieningsknoppen aan de stuurkolom vervangen door die van de nieuwe Triumph TR 7.
British Leyland investeerde daarna niet meer in de Spitfire. Men hoopte het model tot 1982 in productie te houden maar in 1980 was al duidelijk dat de Triumph 1500cc motor de nieuwe nog strengere Amerikaanse emissienormen nooit zou halen. Omdat het grootste deel van de Spitfires in de V.S. werd verkocht betekende dit het einde van de productie. Ook werkte het achttien jaar oude ontwerp zeer nadelig op de markt; het kon een vergelijking met bijvoorbeeld de Fiat X-1/9 niet meer doorstaan.
De laatste Spitfire 1500 met de “Inca Yellow” kleur met hardtop en overdrive, kwam in augustus 1980 van de productielijn. De auto met chassisnr. TFADW5AT009898 verhuisde meteen naar het British Motor Heritagemuseum in Gaydon.